# Амангельдинський сільський округ (Іртиський район)
Амангельди́нський сільський округ (каз. Амангелді ауылдық округі, рос. Амангельдинский сельский округ) — адміністративна одиниця у складі Іртиського району Павлодарської області Казахстану. Адміністративний центр — село Леніно.
Населення — 623 особи (2021; 930 у 2009, 1697 у 1999, 2451 у 1989).
Станом на 1989 рік існували Амангельдинська сільська рада (села Аксу, Амангельди, Шолаксай) та Ленінська сільська рада (село Леніно). Села Аксу та Шолаксай були ліквідовані 2004 року. 2006 року Амангельдинський сільський округ перетворено в сільську адміністрацію. 2019 року Амангельдинська сільська адміністрація та Ленінський сільський округ об'єднані в Амангельдинський сільський округ, центр перенесено до села Леніно.

## Склад
До складу округу входять такі населені пункти:
| Населений пункт  | Старі назви | Населення, осіб (1989) | Населення, осіб (1999) | Населення, осіб (2009) | Населення, осіб (2021) |
| ---------------- | ----------- | ---------------------- | ---------------------- | ---------------------- | ---------------------- |
| Аксу, село       | -           | 74                     | 185                    | -                      | -                      |
| Амангельди, село | -           | 1110                   | 631                    | 362                    | 268                    |
| Леніно, село     | -           | 1168                   | 826                    | 568                    | 355                    |
| Шолаксай, село   | -           | 99                     | 55                     | -                      | -                      |